# Castellare-di-Casinca
Castellare-di-Casinca är en kommun i departementet Haute-Corse på ön Korsika i Frankrike. Kommunen ligger i kantonen Vescovato som tillhör arrondissementet Corte. År 2022 hade Castellare-di-Casinca 722 invånare.

## Befolkningsutveckling
Antalet invånare i kommunen Castellare-di-Casinca
Referens:INSEE